# Basse dance

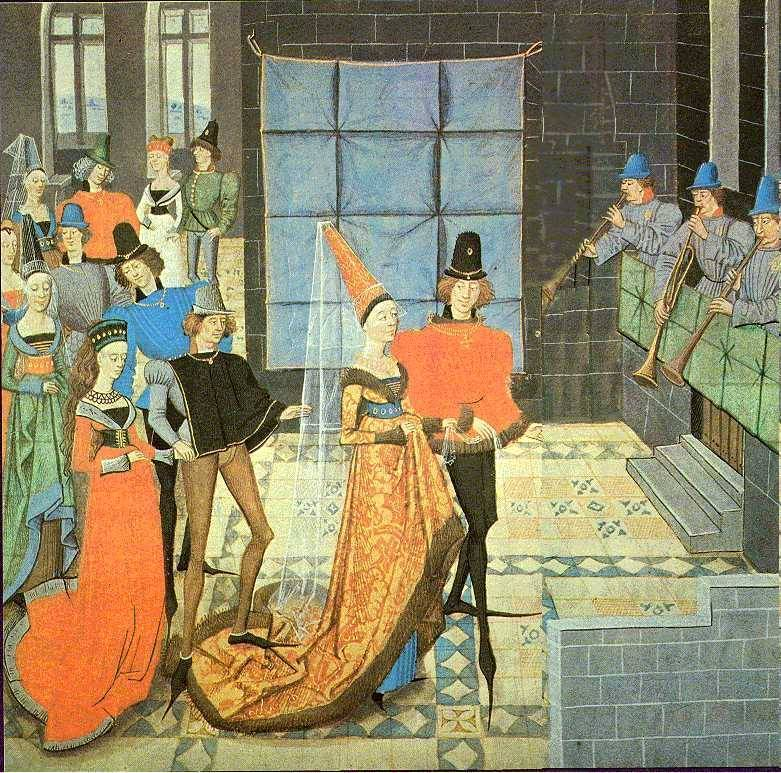
Basse danse

A basse dance foi uma dança cortesã sobretudo popular no século XV e princípio do século XVI, especialmente na corte da Borgonha. Era muitas vezes uma combinação dos compassos 6/4 e 3/2, permitindo o uso de hemiolia. Quando bailada, os pares movem-se tranquila e graciosamente num lento movimento de deslizamento ou caminhar, levantando ou baixando os seus corpos (daí o nome da dança). A basse dance mais tarde deu lugar ao desenvolvimento da pavana.
A parte final de uma basse dance consistia ocasionalmente de um tourdion devido aos seus tempos contrastantes, e ambas eram dançadas com a pavana e a galharda assim como com a allemande e a courante, também em pares
O primeiro registo de uma basse dance data da década de 1320 e encontra-se num poema em occitano de Raimon de Cornet, que assinalava que os jograis as interpretavam.